# ジャパンラグビートップチャレンジリーグ2021
ジャパンラグビートップチャレンジリーグ2021は、2021年2月13日から2021年4月3日に行われた の社会人ラグビー（ラグビーユニオン）の2部リーグである。当初は2021年1月17日から2021年3月21日にかけて行われる予定だったがジャパンラグビートップリーグ2021の延期に伴い延期になった。
なお、2022年からジャパンラグビーリーグワンにリニューアル（3部制）移行することになったため、「トップチャレンジリーグ/トップリーグ」の名称でのリーグ戦は一旦このシーズンが最終回となった。

## 参加チーム
ジャパンラグビートップチャレンジリーグ2021の参加チームは下表の通りである（記載は前年の成績上位順）。
前シーズンのトップリーグがコロナの影響で途中打ち切りになった事を受けて、さらに各地域リーグの優勝3チームによる総当たりのリーグ戦の3地域チャレンジも行われなかったため、トップリーグへの昇格及び地域リーグへの降格チームはなし。しかし地域リーグで唯一新リーグへの参戦を表明した中国電力レッドレグリオンズが地域リーグから自動昇格。
| チーム名                       | 前年成績                   | 詳細                                         |
| ------------------------------ | -------------------------- | -------------------------------------------- |
| 近鉄ライナーズ                 | トップチャレンジリーグ 1位 |                                              |
| 豊田自動織機シャトルズ         | トップチャレンジリーグ 2位 |                                              |
| コカ・コーラレッドスパークス   | トップチャレンジリーグ 3位 |                                              |
| 釜石シーウェイブスRFC          | トップチャレンジリーグ 4位 |                                              |
| 栗田工業ウォーターガッシュ     | トップチャレンジリーグ 5位 |                                              |
| マツダブルーズーマーズ         | トップチャレンジリーグ 6位 |                                              |
| 九州電力キューデンヴォルテクス | トップチャレンジリーグ 7位 |                                              |
| 清水建設ブルーシャークス       | トップチャレンジリーグ 8位 |                                              |
| 中国電力レッドレグリオンズ     | トップキュウシュウA優勝    | 新リーグ参加表明の伴う自動昇格 2年ぶりの昇格 |

## ルール

### 延期決定前のルール
9チーム1回戦総当たりリーグ（各クラブ8試合づつ。全体では32試合）の勝ち点制で争われて、上位4チームがジャパンラグビートップリーグ2021・2ndステージに進出。

### 延期後のルール
リーグ戦で9チームを2カンファレンス（A・B）に分け、各カンファレンス1回戦総当たりのリーグ戦を行う。そして順位決定戦（2試合/チーム）を行い、上位4チームがジャパンラグビートップリーグ2021・プレーオフトーナメントに進出。なおB組は5チームであるため、5位になったチームは全体の9位とみなし、順位決定戦には出場できない取り決めとなっている。

## リーグ戦結果

### Aグループ
| 順位 | チーム                     | 試合 | 勝 | 分 | 負 | 得点 | 失点 | 得失 | BP | 勝点 |                                                                       |
| ---- | -------------------------- | ---- | -- | -- | -- | ---- | ---- | ---- | -- | ---- | --------------------------------------------------------------------- |
| 1    | 近鉄ライナーズ             | 3    | 3  | 0  | 0  | 158  | 59   | +99  | 3  | 15   | 順位決定戦上位リーグへ進出 トップリーグ プレーオフトーナメント へ進出 |
| 2    | 清水建設ブルーシャークス   | 3    | 1  | 0  | 2  | 87   | 126  | -39  | 1  | 5    | 順位決定戦上位リーグへ進出 トップリーグ プレーオフトーナメント へ進出 |
| 3    | 釜石シーウェイブス         | 3    | 1  | 0  | 2  | 70   | 81   | -11  | 1  | 5    | 順位決定戦下位リーグへ進出                                            |
| 4    | 栗田工業ウォーターガッシュ | 3    | 1  | 0  | 2  | 71   | 120  | -49  | 0  | 4    | 順位決定戦下位リーグへ進出                                            |
※2位・3位は勝点同点のため直接対決の結果により清水建設ブルーシャークスが2位。

### Bグループ
| 順位 | チーム                         | 試合 | 勝 | 分 | 負 | 得点 | 失点 | 得失 | BP | 勝点 |                                                                       |
| ---- | ------------------------------ | ---- | -- | -- | -- | ---- | ---- | ---- | -- | ---- | --------------------------------------------------------------------- |
| 1    | 豊田自動織機シャトルズ         | 4    | 4  | 0  | 0  | 251  | 69   | +182 | 4  | 20   | 順位決定戦上位リーグへ進出 トップリーグ プレーオフトーナメント へ進出 |
| 2    | コカ・コーラレッドスパークス   | 4    | 3  | 0  | 1  | 142  | 59   | +83  | 3  | 15   | 順位決定戦上位リーグへ進出 トップリーグ プレーオフトーナメント へ進出 |
| 3    | 九州電力キューデンヴォルテクス | 4    | 2  | 0  | 2  | 70   | 124  | -54  | 1  | 9    | 順位決定戦下位リーグへ進出                                            |
| 4    | マツダブルーズーマーズ         | 4    | 1  | 0  | 3  | 37   | 115  | -78  | 1  | 5    | 順位決定戦下位リーグへ進出                                            |
| 5    | 中国電力レッドレグリオンズ     | 4    | 0  | 0  | 4  | 38   | 171  | -133 | 1  | 1    | 9位確定                                                               |

## 順位決定戦

### 下位グループ・1節
| 3月20日 11:30 | 栗田工業ウォーターガッシュ （Aグループ4位） | 10 - 9 | 九州電力キューデンヴォルテクス （Bグループ3位） | AGFフィールド, 東京都調布市 観客数: 0人 レフリー: 手束伊吹 |
| 3月20日 11:30 | report                                      |        |                                                 | AGFフィールド, 東京都調布市 観客数: 0人 レフリー: 手束伊吹 |

| 3月20日 14:00 | 釜石シーウェイブス （Aグループ3位） | 20 - 7 | マツダブルーズーマーズ （Bグループ4位） | AGFフィールド, 東京都調布市 観客数: 0人 レフリー: 佐藤芳昭 |
| 3月20日 14:00 | report                              |        |                                         | AGFフィールド, 東京都調布市 観客数: 0人 レフリー: 佐藤芳昭 |

### 上位グループ・1節
| 3月20日 11:30 | 清水建設ブルーシャークス （Aグループ2位） | 21 - 83 | 豊田自動織機シャトルズ （Bグループ1位） | 東大阪市花園ラグビー場, 大阪府東大阪市 観客数: 1,711人 レフリー: 八木聖也 |
| 3月20日 11:30 | report                                    |         |                                         | 東大阪市花園ラグビー場, 大阪府東大阪市 観客数: 1,711人 レフリー: 八木聖也 |

| 3月20日 14:01 | 近鉄ライナーズ （Aグループ1位） | 71 - 11 | コカ・コーラレッドスパークス （Bグループ2位） | 東大阪市花園ラグビー場, 大阪府東大阪市 観客数: 2,690人 レフリー: 滑川剛人 |
| 3月20日 14:01 | report                          |         |                                               | 東大阪市花園ラグビー場, 大阪府東大阪市 観客数: 2,690人 レフリー: 滑川剛人 |

### 下位グループ・2節

#### 7位決定戦
| 4月3日 11:30 | 九州電力キューデンヴォルテクス （Bグループ3位） | 50 - 7 | マツダブルーズーマーズ （Bグループ4位） | 広島県総合グランドラグビー場, 広島県広島市 観客数: 650人 レフリー: 広瀬亮治 |
| 4月3日 11:30 | report                                          |        |                                         | 広島県総合グランドラグビー場, 広島県広島市 観客数: 650人 レフリー: 広瀬亮治 |

#### 5位決定戦
| 4月3日 14:15 | 栗田工業ウォーターガッシュ （Aグループ4位） | 22 - 29 | 釜石シーウェイブス （Aグループ3位） | 広島県総合グランドラグビー場, 広島県広島市 観客数: 650人 レフリー: 大澤昂平 |
| 4月3日 14:15 | report                                      |         |                                     | 広島県総合グランドラグビー場, 広島県広島市 観客数: 650人 レフリー: 大澤昂平 |

### 上位グループ・2節

#### 3位決定戦
| 4月3日 11:30 | 清水建設ブルーシャークス （Aグループ2位） | 21 - 47 | コカ・コーラレッドスパークス （Bグループ2位） | 布引グリーンスタジアム, 滋賀県東近江市 観客数: 1,049人 レフリー: 古瀬健樹 |
| 4月3日 11:30 | report                                    |         |                                               | 布引グリーンスタジアム, 滋賀県東近江市 観客数: 1,049人 レフリー: 古瀬健樹 |

#### 優勝決定戦
| 4月3日 14:00 | 豊田自動織機シャトルズ （Bグループ1位） | 36 - 17 | 近鉄ライナーズ （Aグループ1位） | 布引グリーンスタジアム, 滋賀県東近江市 観客数: 1,302人 レフリー: 吉原崇宏 |
| 4月3日 14:00 | report                                  |         |                                 | 布引グリーンスタジアム, 滋賀県東近江市 観客数: 1,302人 レフリー: 吉原崇宏 |

豊田自動織機シャトルズが初優勝。

## 最終順位
| 順位 | チーム                         |                                           |
| ---- | ------------------------------ | ----------------------------------------- |
| 1    | 豊田自動織機シャトルズ         | トップリーグ プレーオフトーナメントへ進出 |
| 2    | 近鉄ライナーズ                 | トップリーグ プレーオフトーナメントへ進出 |
| 3    | コカ・コーラレッドスパークス   | トップリーグ プレーオフトーナメントへ進出 |
| 4    | 清水建設ブルーシャークス       | トップリーグ プレーオフトーナメントへ進出 |
| 5    | 釜石シーウェイブス             |                                           |
| 6    | 栗田工業ウォーターガッシュ     |                                           |
| 7    | 九州電力キューデンヴォルテクス |                                           |
| 8    | マツダブルーズーマーズ         |                                           |
| 9    | 中国電力レッドレグリオンズ     |                                           |